# Плоська
Плоська (пол. Płoska) – річка у Підляському воєводстві, ліва притока Супраслі довжиною 23,6 км, площою басейну 216 км² і середнім потоком 0,92 м³/с.
Витік річки знаходиться в околицях села Татаровце. Протікає по Займі, Пшеходам, Крульовому Мосту, Колодно, Розаліну і Пулторачці. В околицях Кшеменне впадає в Супрасль. Середня ширина річки становить 2-5 м, а середня глибина: 0,5 м. У Плоськи є лише одна притока Швіньобрудка.
Річка має досить швидкий струм, меандри, штучні пороги i водозливи у нижній течії.